# Sergey Stepanov
Sergey Igorevich Stepanov (Tiraspol, 3 september 1984) is een Moldavische muzikant en componist. Hij is lid van de band SunStroke Project en algemeen bekend als de Epic Sax Guy of Ultra Sax Guy.

## Biografie
Stepanov studeerde in 2005 af aan het Transnistrische Staatsinstituut voor Kunst van Tiraspol. Na zijn afstuderen werd hij opgeroepen voor het Transnistrische leger, waar hij Anton Ragoza ontmoette. Later vormden ze de Sunstroke band, nu bekend als SunStroke Project. Stepanov wordt door velen op internet 'Epic Sax Guy' genoemd.

### SunStroke-project
Als lid van SunStroke Project nam Sergey deel aan het Eurovisie Songfestival 2010 in Oslo, waar SunStroke Project als 22e eindigde met hun nummer "Run Away". Na de wedstrijd werd Stepanov, dankzij zijn extravagante uiterlijk en dansstijl, al snel een internetmeme genaamd "Epic Sax Guy" via een YouTube -video met Sergey's instrumentale solo-optreden tijdens het Eurovisie-optreden van de groep. Het ging snel viraal en bracht een aantal remixvideo's voort, waaronder een tien uur durende geremixte versie.
In 2014 werd Stepanovs optreden uit 2010 opgenomen in het Eurovision Book of Records, een verzameling van de meest memorabele momenten in de geschiedenis van de wedstrijd. In 2017 keerde SunStroke Project terug naar het Eurovisie Songfestival met het nummer "Hey, Mamma!", en eindigde deze keer als 3e. Veel opmerkelijke publicaties over de hele wereld schreven over de comeback van de "Epic Sax Guy", en op internet verschenen nieuwe video's en remixen met Stepanov's uitvoering, dit keer bekend als "Ultra Sax Guy". Bij zijn terugkeer naar Moldavië werd SunStroke Project bekroond met de Order of Honor door de toenmalige president van Moldavië, Igor Dodon.
Tijdens de finale van het Eurovisie Songfestival 2021 was Stepanov de woordvoerder van de Moldavische jurystemmen. 

## Privéleven
Sergey is getrouwd met Olga Deleu, en ze hebben een zoon, Mikhail.